# 영국령 아메리카
영국령 아메리카는 1783년 미국 독립 전쟁 종결 이전에 아메리카 대륙에 있던 그레이트브리튼 왕국 및 그 전신 국가들의 다양한 식민지를 통칭한다.
잉글랜드는 1585년 아메리카 대륙을 식민지화하려는 첫 시도를 했다. 1607년부터 수많은 영구적인 잉글랜드 정착지가 건설되었고, 최종적으로 허드슨만부터 미시시피강과 카리브해에 이르기까지 확장되었다. 이 지역의 상당수는 아메리카 원주민이 차지하고 있었으며, 이들의 인구는 유행병, 전쟁, 학살로 인해 감소했다. 대서양 노예 무역에서 잉글랜드와 다른 유럽 제국들은 아프리카인들을 아메리카로 실어날라 식민지에서 노동자로 일하게 했다. 노예제는 바베이도스, 자메이카 및 기타 설탕 섬에서와 같이 식민지 생산에 필수적이었다.
식민지 프로젝트는 확장되었다. 1664년 잉글랜드는 네덜란드 공화국으로부터 뉴네덜란드 식민지를 점령했다. 1680년대에 영국과 프랑스는 영국령 아메리카와 누벨프랑스의 영토 분쟁, 그리고 이로쿼이 연맹과의 관계를 포함하여 식민지와 무역을 둘러싸고 빈번한 전쟁을 시작했다. 앤 여왕의 전쟁(1702–1713)에서 영국은 프랑스로부터 뉴펀들랜드섬과 허드슨만 지역을 점령했다. 7년 전쟁의 북미 전선인 프렌치 인디언 전쟁(1754–1763)에서 영국은 현대 캐나다의 동부 절반과 미시시피강 동부 계곡을 누벨프랑스로부터, 플로리다를 누벨스페인으로부터 획득했다.
미국 독립 전쟁(1775–1783)에서 이 영국 식민지 중 13개가 왕실에 반란을 일으켜 13개 주가 독립한 국가인 미국을 형성했다. 전쟁을 종결시킨 1783년 파리 조약에서 영국은 미국을 독립국으로 인정하고 미시시피강 동쪽의 영국령 영토를 미국에 할양했다. 영국이 보유한 북아메리카 대륙 영토는 통칭 "영국령 북아메리카"라고 불리지만, 이 용어는 1839년 더럼 보고서가 발표된 후에야 사용되었다.

## 배경

### 아메리카 원주민 사회
아메리카 원주민은 기원전 9500년경부터 남부 뉴잉글랜드에 존재했다. 이들은 기원전 5000년경에 현대 일리노이주에, 기원전 350년경에는 오하이오강 계곡에 정착했을 수 있다. 기원전 200년부터 서기 500년까지의 호프웰 시대에는 이상적인 농업 조건으로 인해 뉴잉글랜드 주변에 수많은 아메리카 원주민 사회가 형성되었다. 이 지역의 주요 집단으로는 알곤킨 제족, 모히칸족, 서스퀘한녹족, 웬다트 연맹이 있다.
서기 1570년경, 현대 뉴욕주에서 카유가족, 모호크족, 오나이다족, 오논다가족, 세네카족 등 다섯 부족이 참여 민주주의를 통해 통치되는 국가 연합인 이로쿼이 연맹을 형성했다. 이는 지역 통치에 매우 효율적이었으며, 이후 영국과 프랑스 식민지의 정치에서 중요한 역할을 했다.

### 유럽인의 탐험 및 식민지화
서기 1000년경, 현대 캐나다의 뉴펀들랜드섬에 노르드 바이킹 탐험가들이 두 개의 정착지를 건설했지만, 곧 버려졌다. 북아메리카에서 다음으로 알려진 유럽인 정착은 약 500년 후에 일어났다. 1492년, 스페인 탐험가 크리스토퍼 콜럼버스가 이끄는 스페인 원정대가 카리브 제도의 한 섬에 상륙했는데, 그 섬의 정체는 아직 논쟁 중이다. 크리스토퍼의 동생 바르톨로메오 콜럼버스는 1496년 히스파니올라섬에 스페인 식민지 산토도밍고를 설립했는데, 이는 노르드인 이후 최초의 유럽 식민지였다. 1526년 스페인은 현대 조지아나 캐롤라이나 지역에 산 미겔 데 과달페 식민지를 건설했지만, 몇 달 만에 사라졌다.
1534년 프랑스는 세인트로렌스만을 탐험하며 원주민들과 모피 무역을 시작했고, 이는 결국 그들의 식민지인 누벨프랑스로 이어졌다. 1559년 스페인은 현대 펜서콜라에 정착지를 건설했지만 1561년에 버려졌다. 1570년 스페인 예수회는 현대 버지니아의 체서피크만에 아하칸 선교 기지를 설립했지만, 현지 포우하탄 사람들에게 살해당했다. 1589년 또는 1599년에 노바스코샤주의 세이블섬에 프랑스 식민지가 건설되었지만 1603년까지 실패했다. 현대 메인주의 세인트크로이섬에 또 다른 프랑스 식민지가 1604년부터 1607년까지 존재했다. 1604년, 세인트로렌스만 근처에서 프랑스는 새로운 식민지를 시작했으며, 나중에 퀘벡주라고 불렸다.

## 역사

### 16세기

#### 로어노크 식민지
1585년 잉글랜드는 북아메리카에 첫 정착지인 로어노크 식민지를 건설했다. 초기 형태는 현지 아메리카 원주민과의 갈등으로 인해 1586년까지만 지속되었다. 1587년, 존 화이트 주지사가 이끄는 약 115명의 식민지 개척자들이 로어노크에 다시 정착했다. 화이트는 식민지에 보급품을 가져오기 위해 잉글랜드로 돌아갔지만, 무적함대와의 갈등으로 인해 그의 귀환은 지연되었다. 1590년 8월, 화이트는 버려진 식민지로 돌아왔다. 그곳에는 기둥에 "CROATOAN"이라는 글자가 새겨져 있었고 나무에는 "CRO"라고 새겨져 있었다. 그 몇 년 동안 식민지 개척자들이 어디로 갔는지는 일부 사람들에게 미스터리로 남아 있다. 하지만 "크로아토안"은 로어노크 남쪽에 아메리카 원주민들이 살던 섬이었다.

### 17세기
1607년부터 1670년 사이에 개인과 회사들이 아메리카에 여러 잉글랜드 식민지를 건설했으며, 투자자들은 투기에서 이익을 얻을 것으로 기대했다. 이들은 제임스 1세, 찰스 1세, 찰스 2세, 그리고 그레이트브리튼 의회로부터 상업 특허를 받았다. 나중에 대부분의 식민지는 왕령 식민지로 설립되거나 전환되었다.

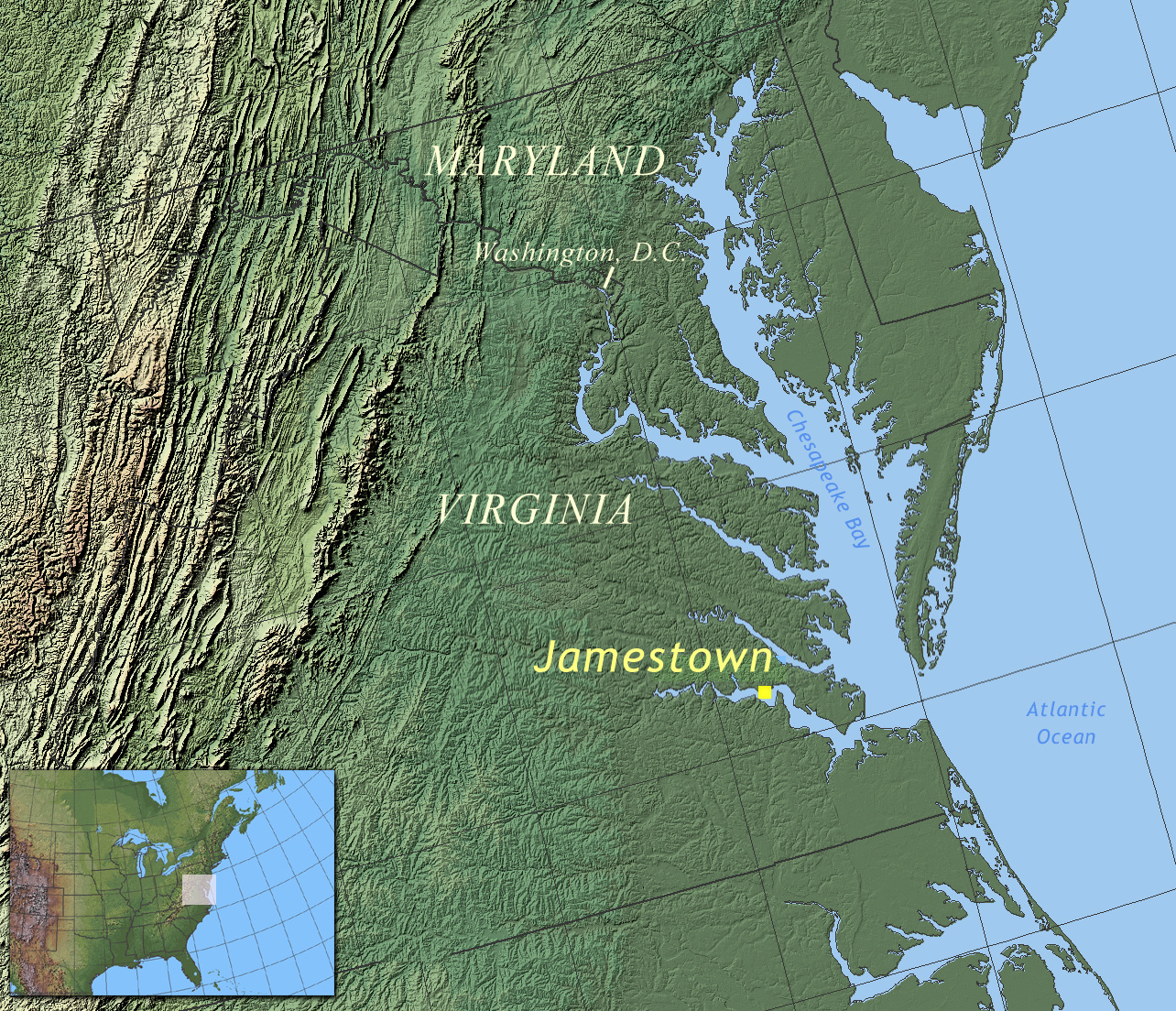
1607년에 설립된 제임스타운 식민지와 현재의 미국의 주 경계가 겹쳐져 있다.

#### 제임스타운 식민지와 버지니아 식민지
1606년 12월 6일, 세 척의 배—디스커버리호, 굿스피드호, 수잔 콘스탄트호—가 잉글랜드를 떠나 체서피크만 상류의 제임스강에 식민지를 건설하러 갔다. 제임스타운 식민지로 알려진 이 정착지는 북아메리카에서 최초의 영구적인 잉글랜드 정착지였다. 이곳은 잉글랜드 무역 회사인 버지니아 회사의 투자를 받았다. 이 지역은 버지니아 회사가 제시한 기준에 부합했다. 내륙에 위치하고 세 면이 물로 둘러싸여 있어 스페인 해군의 잠재적 공격에 방어하기 좋았고, 현지 아메리카 원주민이 거주하지 않았으며, 해안 주변의 수심이 깊어 잉글랜드 배들이 해안에 정박할 수 있었다.
1607년 5월 14일에 설립된 제임스타운은 버지니아 식민지의 시작이었으며, 1699년까지 식민지의 수도였다. 에드워드 마리아 윙필드가 식민지의 초대 대통령으로 임명되었고, 6명의 의회 위원들과 함께 통치했다. 식민지 개척자들은 질병, 기근, 포우하탄과의 전쟁으로 고통받았다. 일부 포우하탄족은 식민지 개척자들을 도왔고, 그들 없이는 식민지가 실패했을 가능성이 높다. 1612년 잉글랜드인 존 롤프가 제임스타운에 도착하여 담배 농업을 도입했다. 담배는 버지니아 회사에 식민지를 수익성 있게 만들었다. 1619년 버지니아 주지사 조지 이어들리는 정부에 대표 입법 의회를 도입했다. 도시는 1620년대에 확장되었다.

#### 포팜 식민지
1607년 8월, 남자와 소년으로 이루어진 100명의 잉글랜드 정착민이 현재 핍스버그 (메인주)에 상륙하여 포팜 식민지를 건설하고 요새와 배를 짓는 것을 목표로 삼았다. 그러나 그들은 8월에 도착했기 때문에 작물을 심기에는 너무 늦었고, 식량이 부족해지자 일부는 잉글랜드로 돌아갔다. 식민지 지도자인 조지 포팜은 1608년 2월에 사망했다. 그의 후계자인 롤리 길버트는 잉글랜드에 있는 아버지의 재산을 상속받았다는 사실을 알고 1608년 가을에 귀국했다. 다른 식민지 개척자들도 그를 따라 돌아왔다.

#### 앵글로-포우하탄 전쟁

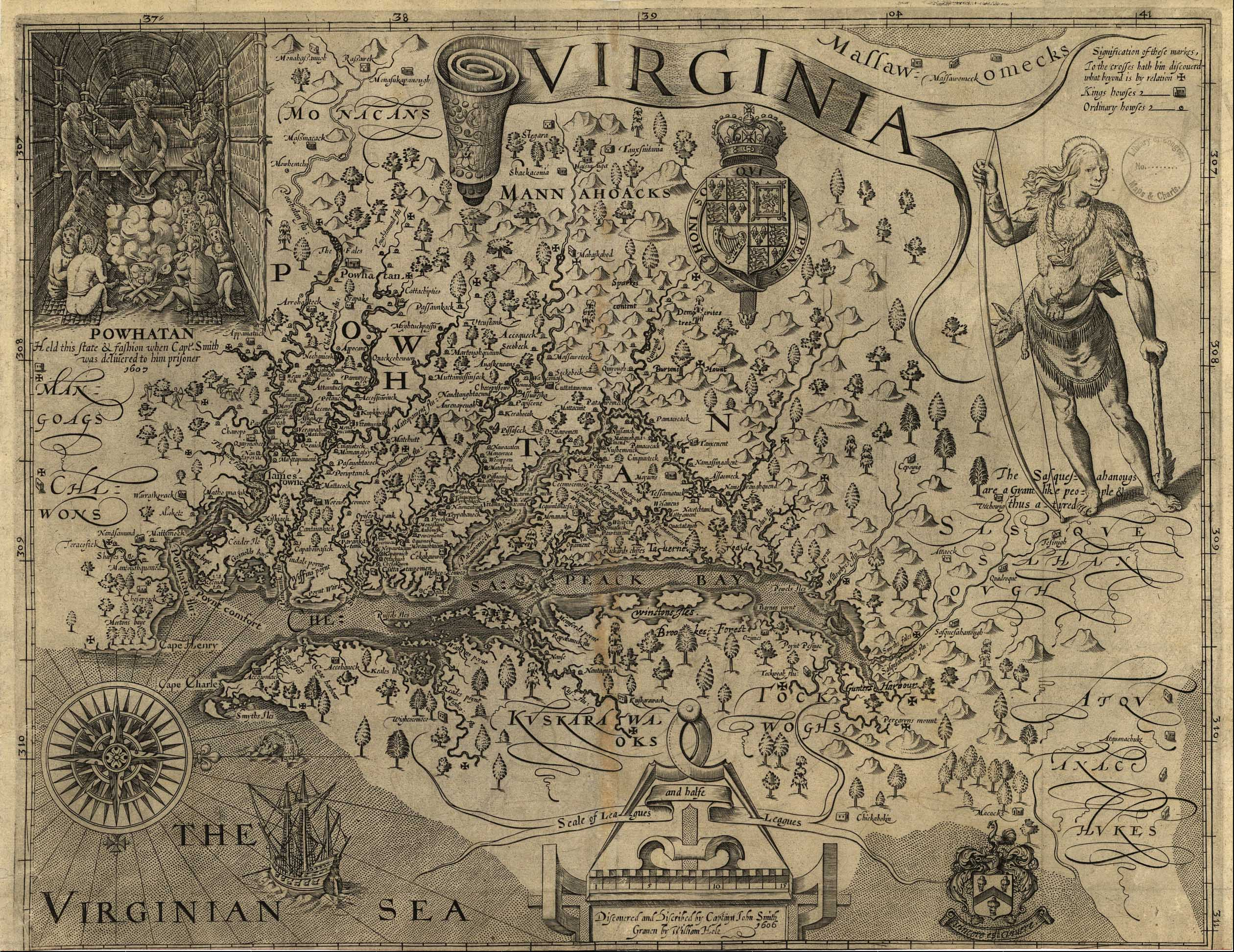
탐험가 존 스미스가 1612년경에 제작한 버지니아 지도에는 포우하탄 마을이 포함되어 있다.

30개의 포우하탄 부족은 추장 포우하탄이 이끄는 포우하탄 연맹 아래 조직되었다. 포우하탄 추장은 처음에는 잉글랜드인들이 좋은 동맹이 되어 다른 원주민 부족들과 스페인으로부터 자신들을 방어하는 데 도움을 줄 수 있다고 생각했다. 잉글랜드인들이 담배 재배를 위해 더 많은 땅을 요구하면서 관계는 악화되었다. 세 차례의 전쟁에서 포우하탄족은 더 많은 땅을 잃었다. 첫 전쟁은 1610년부터 1614년까지, 두 번째는 1622년부터 1626년까지, 세 번째는 1644년부터 1646년까지였다. 포우하탄족은 잉글랜드인들이 부과한 더 많은 생활 방식 제한을 받았다. 세 번째 전쟁은 포우하탄 추장의 후계자인 오페찬카노우가 네코토완스에게 붙잡혀 살해당하면서 끝났다. 네코토완스는 새로운 후계자가 되었다. 그러나 네코토완스는 잉글랜드와 평화 조약을 맺어 사실상 연맹을 해체시켰다. 포우하탄족은 다음 수십 년 동안 잉글랜드에게 더 많은 땅을 잃었다.

#### 버뮤다 정착지
1511년, "버뮤다스"라는 섬(나중에 버뮤다로 명명됨)이 스페인 지도에 나타났는데, 아마도 1503년경에 발견되었을 수 있다. 1609년, 제임스타운으로 향하던 버지니아 회사 소속의 시 벤처호를 타고 이동하던 150명의 잉글랜드인들이 허리케인으로 인해 버뮤다에 난파되었다. 당시 잉글랜드인들은 여행자들의 지도자인 조지 소머스의 이름을 따서 이 섬을 "서머스 제도"라고 불렀다. 이것이 버뮤다에 영구적인 잉글랜드 정착지의 시작이었다. 대부분의 사람들은 제임스타운으로 계속 이동했고, 세 명은 버뮤다에 남겨졌으며, 1612년 버지니아 회사 헌장에 따라 60명이 더 섬으로 왔다. 버지니아 회사는 1684년까지 버뮤다를 통치했다.

#### 플리머스 식민지와 매사추세츠만 식민지

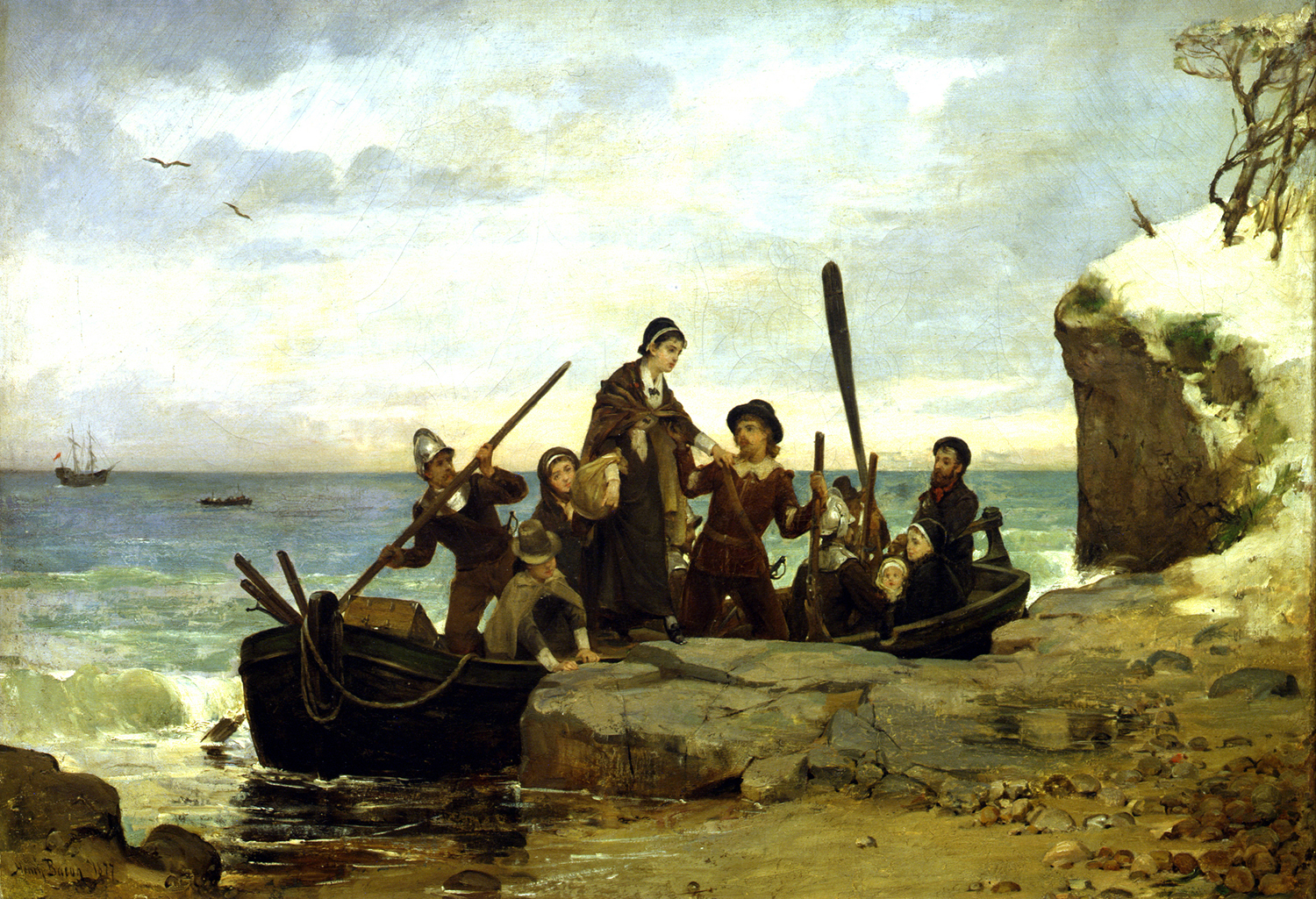
필그림 파더스가 플리머스 바위에 상륙하는 것을 묘사한 1877년 그림

1620년, 100명의 유럽 순례자들(남녀)이 뉴잉글랜드로 항해하여 현대 매사추세츠주에 영구적인 플리머스 식민지를 건설했다. 그들 중 40명은 잉글랜드 분리주의 교회의 일원이었는데, 이는 청교도 개신교의 급진적인 파벌이었다. 그들은 10여 년 전 잉글랜드에서 네덜란드 공화국으로 이주했고, 그 후 종교의 자유를 찾아 아메리카로 갔다. 첫 순례선인 메이플라워호는 12월에 플리머스 바위에 상륙했다. 식민지 개척자들의 절반 이상이 첫 겨울에 사망했지만, 그들은 궁극적으로 번성하고 대부분 자급자족하는 식민지를 만들었다. 그들은 또한 현지 아메리카 원주민 부족들과 평화 조약을 맺었고, 1621년 가을에는 순례자들과 왐파노악인이 수확 감사 잔치를 함께 했는데, 이것이 연례 미국 휴일인 추수감사절의 기원이 되었다. 다른 세 척의 유럽 선박이 곧 플리머스로 항해해왔다. 1621년의 포춘호, 그리고 1622년의 앤호와 리틀 제임스호. 메이플라워호에 탄 모든 성인 남성은 식민지의 첫 법률을 작성한 메이플라워 서약에 서명했으며, 이 식민지는 나중에 매사추세츠만 식민지로 명명되었다.

#### 뉴햄프셔 식민지
1620년대에 왕실은 잉글랜드의 존 메이슨 선장과 다른 사람들에게 현대 뉴햄프셔주 지역에 일련의 토지 양여를 허락했다. 1623년 이 지역에 무역 및 어업 정착지가 설립될 당시, 뉴햄프셔의 현대 경계선 안에는 약 3,000명의 아메리카 원주민이 살고 있었다. 1629년, 한 양여로 인해 피스카타쿠아강과 그 남쪽의 메리맥강 사이 지역에 뉴햄프셔라는 이름이 부여되었다. 주요 잉글랜드 정착지는 엑서터 (뉴햄프셔주), 도버 (뉴햄프셔주)(원래 "브리스톨"), 포츠머스 (뉴햄프셔주)(원래 "피스카타쿠아"와 "스트로베리 뱅크")였다. 1641년부터 1679년까지 매사추세츠만 식민지가 뉴햄프셔를 관리했으며, 존 메이슨의 토지 소유자 후손들이 영토 및 종교적 이유로 매사추세츠와 갈등을 겪을 때까지였다. 매사추세츠는 자체 왕령 식민지인 뉴햄프셔 식민지가 되기 위해 그들의 토지를 포기했다.

#### 서인도 제도
잉글랜드는 1620년대에 카리브 제도 근처의 세인트 크리스토퍼 섬(세인트키츠섬)과 바베이도스에 첫 영구 식민지를 건설했으며, 이후 수십 년 동안 다른 리워드 제도와 윈드워드 제도, 자메이카, 그리고 바하마로 확장했다. 이 식민지들은 노예 노동으로 인한 설탕 생산 덕분에 매우 귀중한 식민지가 되었고, 북쪽의 본토 영국 식민지, 유럽, 아프리카와의 삼각 무역 및 사각 무역의 핵심 지점이 되었다.

#### 노예와 계약 하인

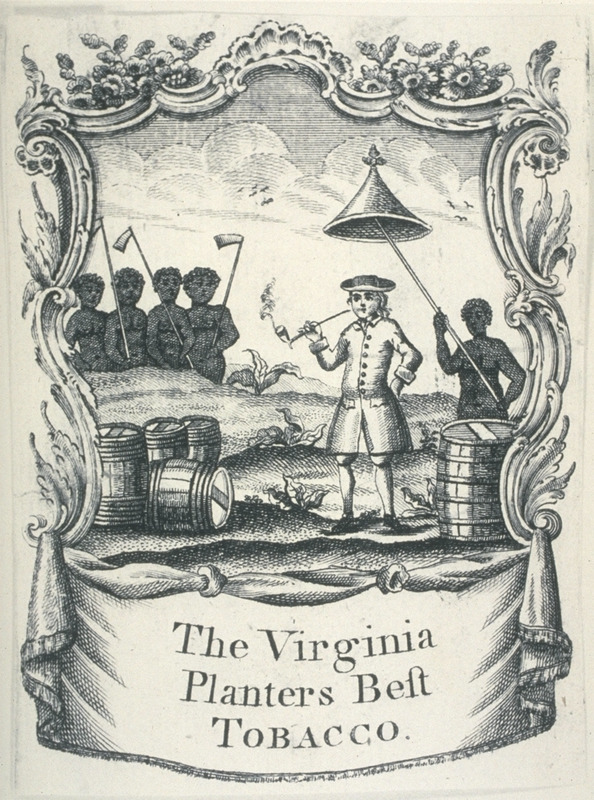
버지니아에서 아프리카 노예들이 생산한 담배에 붙어있는 17세기 라벨

16세기부터 19세기까지 대서양 노예 무역에서 유럽 강대국들—네덜란드 공화국, 잉글랜드, 프랑스, 포르투갈, 스페인—은 1천만에서 1천2백만 명의 아프리카인들을 대서양을 건너 아메리카로 수송하여 노예로 일하게 했다. 1619년, 20명의 아프리카인들이 버지니아에 상륙했는데, 이들이 최초의 아프리카계 미국인들이었다. 그들은 자신의 의지에 반하여 무급으로 강제 노동을 하는 노예이거나, 제한된 기간 동안 고용주에게 빚을 진 계약 하인이었다. 후자에는 노동에 동의한 사람과 그렇지 않은 사람이 모두 포함된다. 이 경우 두 가지 모두 해당되었는데, 이 집단은 강제 노동을 했고 무급이었으며 나중에 해방되었다. 일부 유럽계 미국인들도 영국령 아메리카에서 계약 하인이었다.
1641년 매사추세츠는 북아메리카에서 노예제를 합법화한 최초의 잉글랜드 식민지가 되었다. 버지니아는 1661년에 이를 합법화했다. 식민지 내에서 더 제한적인 노예 법률이 성문화되었고, 아프리카 노예의 수는 특히 1660년대에 증가했다. 브리태니커 백과사전은 다음과 같이 썼다. "[아프리카인들이] '열등한 인종'과 '이교적' 문화를 가졌다는 믿음의 발전은 백인들이 흑인 노예화를 합리화하는 것을 더 쉽게 만들었다. 노예화된 아프리카인들은 신세계의 농경지를 개간하고 경작하는 데 투입되었다." 총 43만 명의 아프리카인들이 미래의 미국 영토로 끌려왔다.

#### 메릴랜드 식민지
1632년 잉글랜드인 조지 캘버트는 잉글랜드 국왕 찰스 1세로부터 포토맥강 동쪽 지역에 대한 사유 권한을 부여받았다. 이곳은 잉글랜드에서 억압받던 로마 가톨릭교도들을 위한 보금자리가 될 예정이었으며, 토지에서 발생하는 수입의 일부를 왕에게 바치는 조건이었다. 조지 캘버트가 땅을 개발하기 전에 사망했고, 그의 아들 세실리우스 캘버트가 헌장을 받았다. 세실리우스는 찰스 1세의 왕비 프랑스의 앙리에트 마리의 이름을 따서 공식적으로 메릴랜드 식민지를 설립했다. 1634년 3월, 세실리우스의 남동생 레너드 캘버트는 포토맥강의 세인트 클레멘트섬에 메릴랜드의 기초 원정대를 상륙시켰다. 신중하게 선택된 잉글랜드 개신교도와 가톨릭교도로 구성된 이 원정대는 아크호와 도브호를 타고 섬에 도착했다. 메릴랜드인들은 버지니아 식민지 사람들의 실수를 교훈 삼아 무역소와 농장을 설립하고 현지 아메리카 원주민들과 평화를 이루었다. 1639년 메릴랜드는 아프리카 노예들을 받아들였다.

#### 피쿼트 전쟁

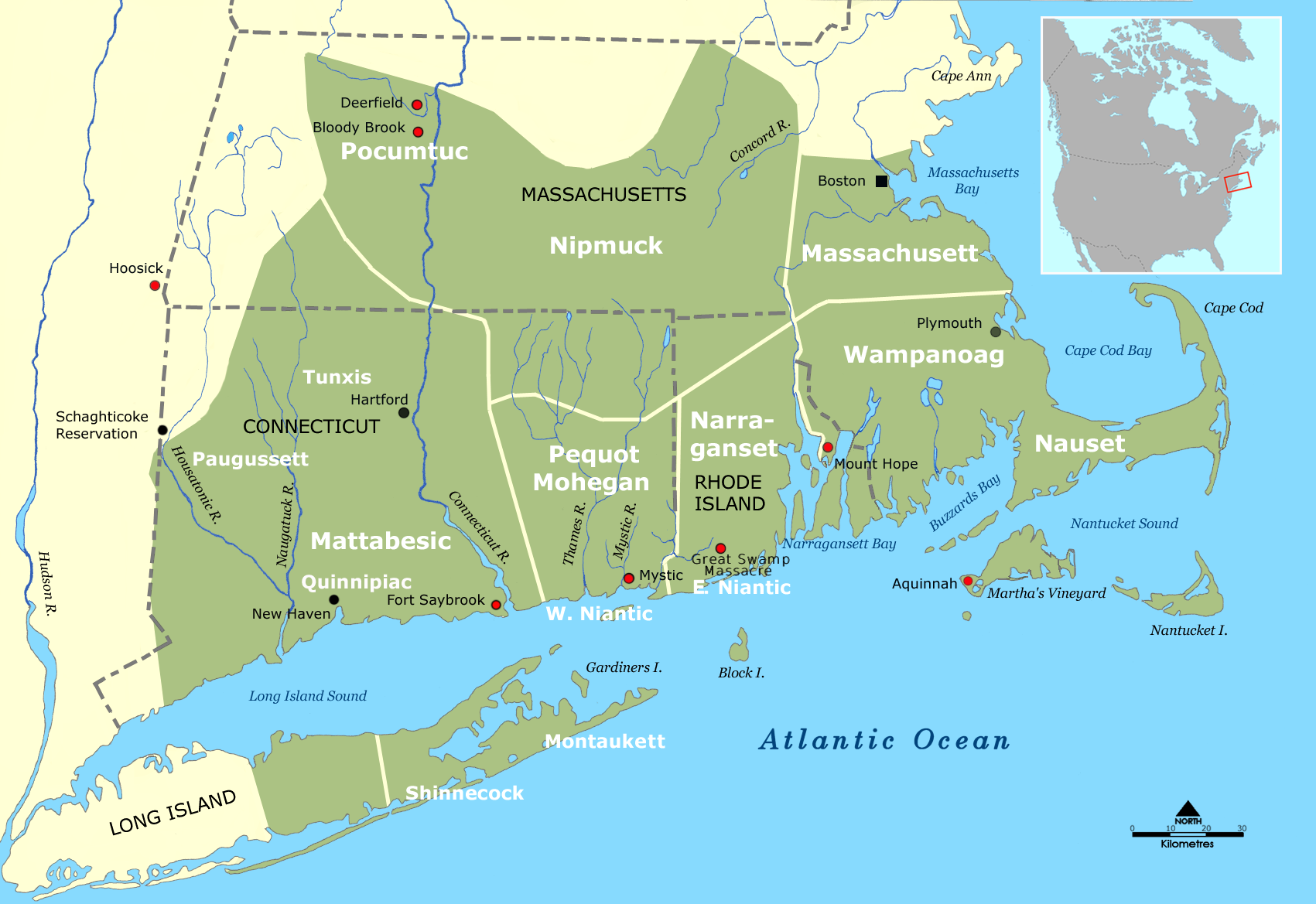
1600년경 남부 뉴잉글랜드의 아메리카 원주민 부족 영토(녹색); 현대 미국의 주 경계가 겹쳐져 있다.

1636년부터 1638년까지의 피쿼트 전쟁은 피쿼트족과 뉴잉글랜드의 잉글랜드 식민지 개척자들 및 그들의 아메리카 원주민 동맹국들 사이의 전쟁이었다. 1620년대에 피쿼트족은 롱아일랜드와 코네티컷강 지역에서 현지 모피 무역과 왐펌 무역을 통제하기 위해 "외교, 강압, 통혼, 전쟁"을 사용하여 다른 원주민들을 지배했다. 그들은 또한 네덜란드와 동맹을 맺었다. 피쿼트족에게 지배받던 다른 원주민 부족들은 잉글랜드 식민지 개척자들이 더 강력해지고 매사추세츠만과 코네티컷 식민지를 건설하면서 잉글랜드 편을 들었다.
피쿼트 전쟁의 즉각적인 원인은 두 명의 잉글랜드 상인, 존 스톤 선장과 존 올덤의 살해였다. 이는 피쿼트족의 동맹인 서부 니안틱족에 의해 저질러진 것으로 알려졌다. 1636년 매사추세츠만 식민지 총독 헨리 베인은 존 엔데컷을 블록 아일랜드로 파견하여 서부 니안틱족에게 상인 살인범들을 넘겨줄 것을 요구했다. 거기서 엔데컷은 서부 니안틱족의 마을을 불태웠고, 이어서 피쿼트족 마을로 이동하여 같은 일을 저질렀다. 피쿼트족은 이에 대한 보복으로 잉글랜드 정착지를 습격했다. 피쿼트족이 파괴되자 피쿼트족에게 지배받던 부족들은 잉글랜드 편에 섰다. 전쟁 전 약 3,000명이었던 피쿼트족 중 전쟁 후에는 200명만이 살아남았다. 이들 사망자 중 다수는 1637년 5월 26일 미스틱 학살에서 발생했다. 이때 잉글랜드 민병대가 내러갠셋족과 모히건족과 함께 미스틱강 근처의 피쿼트 요새에 불을 지르고 700명의 피쿼트족을 살해했다.

#### 캐롤라이나 식민지
1629년 잉글랜드의 찰스 1세는 버지니아 식민지 남쪽의 땅(나중에 캐롤라이나로 알려짐)에 대한 양여를 허락했지만, 그 지역은 수십 년 동안 잉글랜드인에 의해 인구화되지 않았다. 1650년대에 버지니아 출신의 잉글랜드 농부와 상인들이 현대 캐롤라이나의 앨버말 사운드 지역으로 남하했고, 1663년 잉글랜드 국왕 찰스 2세는 그 지역에 공식적으로 캐롤라이나 식민지를 설립하는 양여를 허락했다. 잉글랜드 귀족들은 그 지역에 정부를 세웠지만, 그들의 권위는 그 지역 정착민들에게 인정되지 않았다. 1712년에 그 지역의 행정은 노스캐롤라이나 식민지와 사우스캐롤라이나 식민지의 두 정부로 분리되었다. 두 식민지의 경계는 1735년에 확정되었다.

#### 식민지 행정
1660년부터 런던에 있는 남부 장관부라고 알려진 국무부는 추밀원의 위원회인 상무원과 함께 모든 식민지를 통치했다. 1768년에 의회는 아메리카를 위한 특별 국무부를 만들었지만, 1782년에 영국 내무부가 캐나다 동부, 플로리다, 서인도 제도에 있는 나머지 영국령 북아메리카 영토에 대한 책임을 맡으면서 해체되었다.

#### 뉴욕 식민지

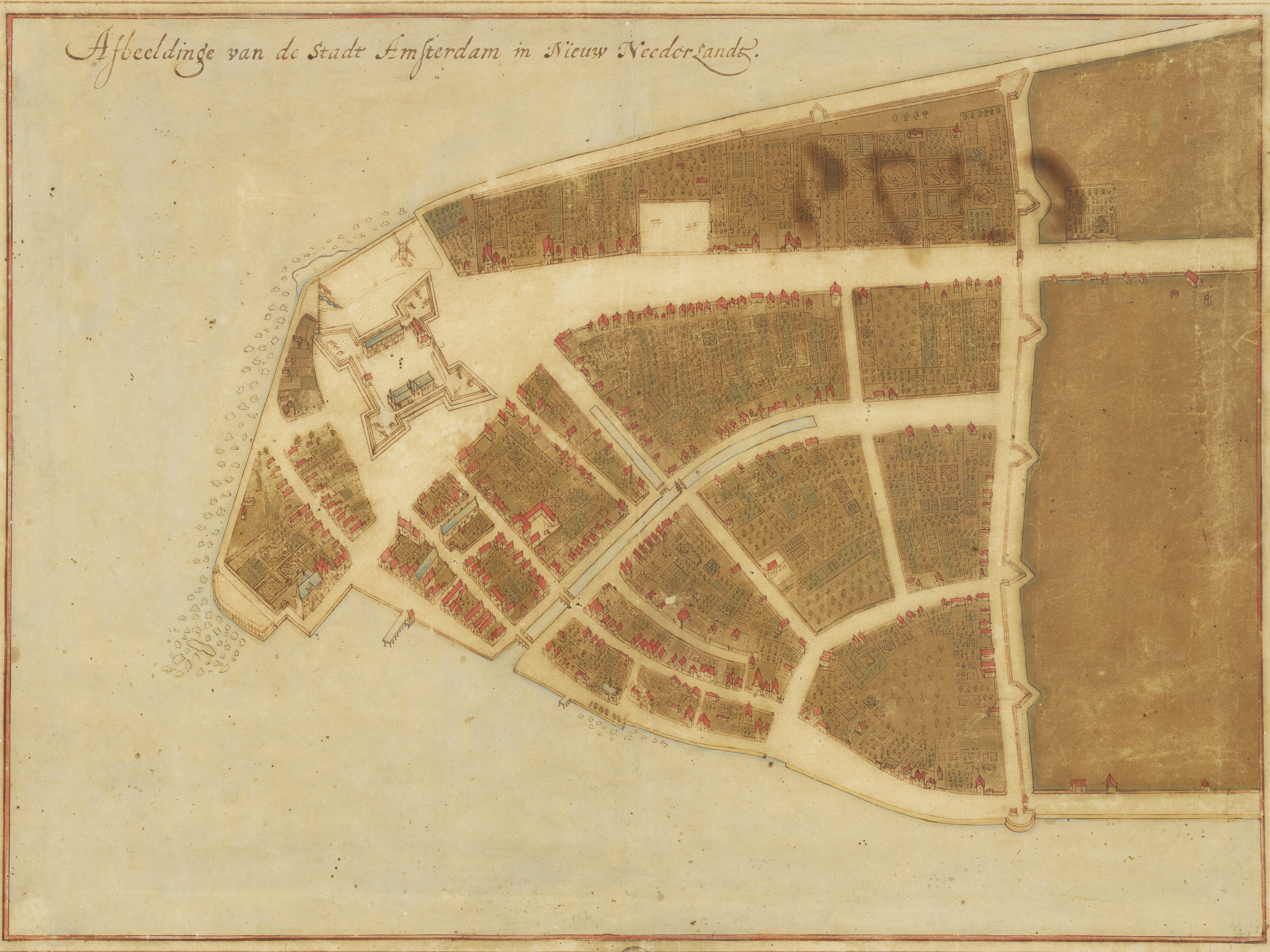
캐스텔로 지도, 1660년 맨해튼에 국한되었던 당시의 뉴욕 지도. 상단의 넓은 거리는 브로드웨이가 되었고, 오른쪽의 성벽은 월가가 되었다.

1624년, 네덜란드 공화국의 특허 회사인 네덜란드 서인도 회사는 현대 뉴욕의 영토뿐만 아니라 뉴저지주, 롱아일랜드, 코네티컷주의 일부를 포함하는 뉴네덜란드 식민지를 세웠다. 식민지의 수도는 니우암스테르담이었으며, 나중에 뉴욕이 되었다. 1650년, 뉴네덜란드는 근처 스웨덴 식민지인 뉘아스베리예의 땅을 점령했다.
1664년, 리처드 니콜스 대령이 이끄는 잉글랜드 해군 전대는 네덜란드에게 뉴암스테르담을 포기하라고 위협했다. 네덜란드 총독 페터르 스타위베산트는 잉글랜드에 저항하고 싶었지만, 충분한 지지를 얻지 못했다. 그는 1664년 2월 9일 도시를 항복했고, 잉글랜드는 곧 그곳을 "뉴욕"으로 개명했다. 잉글랜드인과 네덜란드인은 그곳에서 평화롭게 살았다. 도시는 1673년에 네덜란드에 반환되었다가 1674년에 다시 잉글랜드로 넘어갔다.

#### 펜실베이니아 식민지
1681년 찰스 2세가 서명한 헌장은 이전 뉴네덜란드 식민지 지역의 모든 미개척지를 윌리엄 펜에게 주었다. 왕은 펜의 아버지인 윌리엄 펜 제독에게 빚진 돈을 갚는 중이었다. 헌장은 펜 제독의 이름을 따서 명명되었고, "숲"을 의미하는 "실베이니아"라는 단어를 포함했다. 즉, 펜실베이니아 식민지였다. 아들 윌리엄 펜은 퀘이커였다. 잉글랜드의 친구회 소속이었던 그는 식민지를 동료 퀘이커들의 보금자리로 만들 계획이었다. 펜이 식민지로 떠나기 전에 그의 사촌 윌리엄 마컴은 현대 필라델피아 지역에 대한 펜의 소유권과 경계를 확정했다.

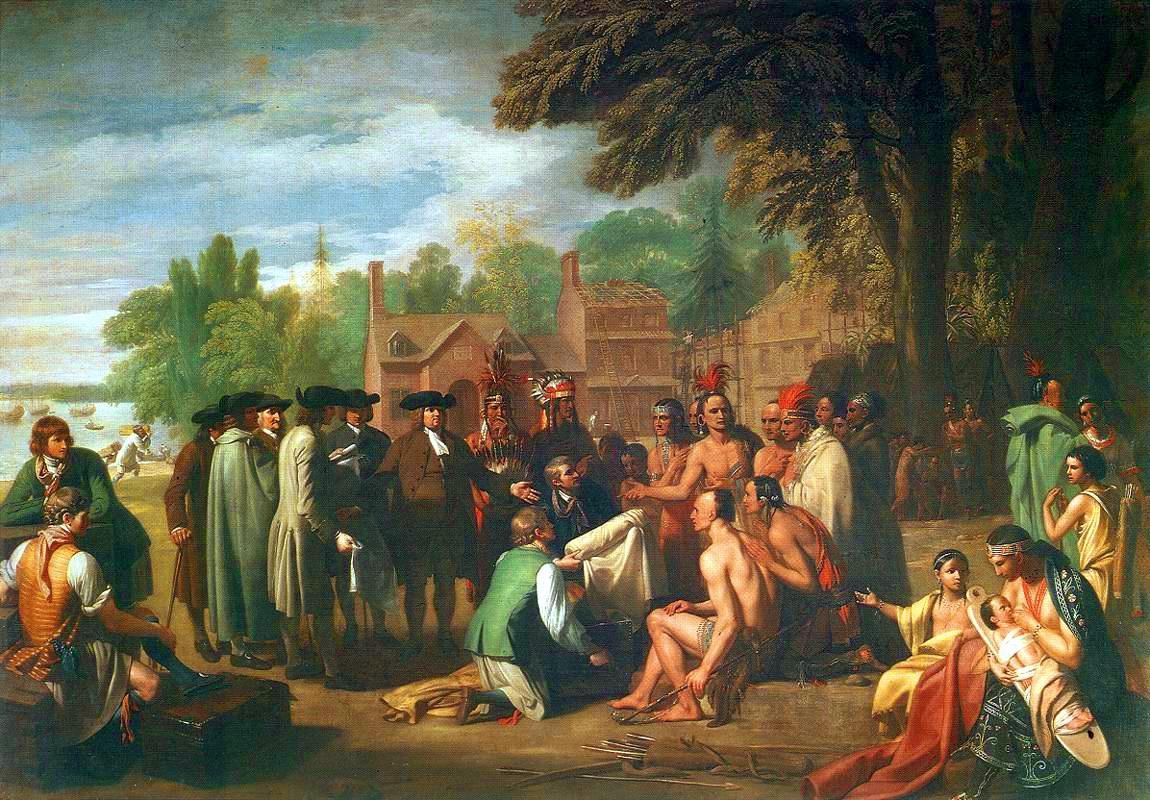
윌리엄 펜과 레나페족 원주민 사이의 1682년 평화 조약 체결을 묘사한 1771년 그림

1682년 펜은 펜실베이니아에 입법기관인 총회를 이끌고 도착했으며, 총회는 식민지 내에서 "양심의 자유"를 보장하는 펜실베이니아 정부 구성을 채택했다. 현지 아메리카 원주민들은 평화롭게 대우받았고, 이는 그들과 식민지 사이의 좋은 관계를 형성했다. 윌리엄 펜은 1684년 잉글랜드로 돌아갔으며, 성공적인 식민지를 남겼다.

#### 필립 왕의 전쟁
1675년부터 1676년까지 뉴잉글랜드에서 벌어진 필립 왕의 전쟁은 일부 아메리카 원주민 부족(내러갠셋족, 나샤웨이족, 닙머크족, 포덕족, 왐파노악족, 그리고 와바나키 연맹)과 잉글랜드 식민지 개척자들 및 그들의 원주민 동맹국들(모호크족, 모히건족, 피쿼트족) 사이의 전쟁이었다. 잉글랜드에 대한 저항은 왐파노악 추장 메타콤이 이끌었다. 전쟁은 메타콤의 고문이자 잉글랜드어 통역사였던 원주민 존 새서먼의 살해로 시작되었다. 살해되기 전, 새서먼은 메타콤에게 잉글랜드 스파이라는 비난을 받았다. 살해는 원주민과 잉글랜드인 사이의 토지 분쟁으로 인한 긴장을 고조시켰다. 1675년 6월, 플리머스 식민지는 새서먼을 살해한 죄로 유죄 판결을 받은 왐파노악족 세 명을 처형했다. 필립 왕의 전쟁은 현대 코네티컷주, 메인주, 매사추세츠주, 로드아일랜드주에서 일어났다. 잉글랜드와 그 동맹국들이 승리했으며, 반대편 대부분은 전쟁에서 사망하거나 노예 또는 계약 하인으로 팔려갔다.

#### 윌리엄 왕의 전쟁
1689년부터 1697년까지의 9년 전쟁은 프랑스와 잉글랜드 및 네덜란드 공화국 동맹 사이의 유럽 내 분쟁이었다. 이들은 자녀가 없던 스페인 국왕 카를로스 2세의 미래 후계자를 놓고 부르봉가 또는 합스부르크가의 일원으로서 싸웠다. 동시에 벌어진 북아메리카 전선은 윌리엄 왕의 전쟁이었다. 캐나다와 뉴잉글랜드 식민지 개척자들은 프랑스와 잉글랜드 편에서 각각 다른 아메리카 원주민 동맹국들과 함께 싸웠다. 양측 모두 군사적 성공을 거두었다. 유럽과 북아메리카에서 전쟁을 끝낸 1697년 레이스베이크 조약은 스페인 왕위 계승 분쟁과 북아메리카 영토 분쟁을 해결하지 못했다.

#### 세일럼 마녀 재판
세일럼 마녀 재판은 1692년과 1693년 매사추세츠에서 광범위하게 논란이 된 사건이었다. 1692년 봄 세일럼 (매사추세츠주)에서 세 명의 소녀들이 악마에 홀린 것 같다고 주장하며 여러 지역 여성들을 마녀라고 고발하면서 시작되었다. 마녀 혐의에 대한 집단 히스테리는 식민지 전역으로 퍼졌다. 마법이 불법이었기 때문에, 세일럼에서 특별 법원이 소집되어 마녀 혐의에 대한 법적 사건을 심리했다. 150명 이상이 고발되었고, 그 중 27명이 재판과 관련하여 사망했으며, 대부분 교수형으로 사형 선고를 받았다.

### 18세기

#### 앤 여왕의 전쟁
1701년부터 1714년까지의 스페인 왕위 계승 전쟁은 1700년에 자녀 없이 사망한 스페인 국왕 카를로스 2세의 후계자를 중심으로 벌어진 전 세계적인 분쟁이었다. 프랑스 국왕 루이 14세의 손자인 펠리페 5세가 스페인 왕위에 오르자, 잉글랜드와 네덜란드 등 경쟁국들을 자극했다. 전쟁의 북아메리카 전선은 1702년부터 1713년까지의 앤 여왕의 전쟁이었는데, 잉글랜드(나중에 영국)와 프랑스가 대륙 영토를 놓고 싸웠다. 영국령 아메리카와 캐나다 사이의 노출된 국경 지대와 찰스턴 (사우스캐롤라이나주) 주변의 잉글랜드 정착지들은 프랑스와 그들의 아메리카 원주민 동맹국들에 의해 습격당했고, 이에 왕실은 식민지 개척자들에게 군사적 지원을 제공했다. 1710년 포트로열 공방전에서 영국은 누벨프랑스의 아카디아 지역을 정복했다. 아카디아는 영국의 노바스코샤주가 되었다. 1713년 위트레흐트 조약에서 프랑스는 뉴펀들랜드섬과 허드슨만 지역을 영국에 할양했다.

#### 야마시 전쟁
1715년부터 1716년까지의 야마시 전쟁은 사우스캐롤라이나 남동부의 영국인들과 다른 원주민 부족들의 동맹을 맺은 야마시족 아메리카 원주민들 사이의 전쟁이었다. 야마시족은 "정착민들의 토지 침범과 모피 무역에서 발생한 미해결된 불만" 때문에 식민지 개척자들에게 분개했다. 전쟁은 1715년 4월 15일, 야마시족 한 무리가 상인들과 그들의 가족을 포함한 90명의 백인들을 살해하면서 시작되었다. 체로키족과 머스코기족을 제외한 모든 근처 원주민 부족들이 야마시족의 농장과 무역소 습격을 도왔다. 뉴잉글랜드인들은 사우스캐롤라이나 주민들에게 병력과 군사 보급품을 제공하여 원주민 전쟁 노력을 약화시켰다. 일부 원주민들은 플로리다로 도피하여 세미놀족에 합류했다.

#### 젱킨스의 귀 전쟁
1730년대에 영국과 스페인은 조지아 식민지와 주변 지역에 대한 수백 년 동안 지속된 분쟁을 외교적으로 해결하려고 시도했다. 이러한 협상은 실패로 돌아갔고, 두 나라 사이에 더 큰 적대감만 남겼다. 두 제국은 1739년부터 1748년까지 젱킨스의 귀 전쟁을 벌였는데, 이 전쟁은 1740년부터 1748년까지의 오스트리아 왕위 계승 전쟁에 흡수되었다. 1738년, 영국 대중이 스페인의 영국 선박 공격에 대해 적대감을 품고 있을 때, 영국 해군 대위 로버트 젱킨스는 영국 하원에 출두하여 1731년 서인도 제도에서 스페인 해안경비대가 자신의 귀를 절단했다고 주장하는 귀를 보여주었다. 영국 총리 로버트 월폴에 반대하는 의회 의원들은 스페인에 대한 전쟁 선포의 정치적 인기를 잡았다. 다음 해, 영국 장군 제임스 오글소프는 플로리다의 많은 스페인 요새를 점령했고, 조지아의 영국 식민지 개척자들은 원주민들과 동맹을 맺어 스페인으로부터 식민지를 방어했으며, 영국은 그 지역에 대한 통제권을 유지했다.

1754년부터 1763년까지의 프렌치 인디언 전쟁 지도

#### 프렌치 인디언 전쟁
1754년부터 1763년까지의 프렌치 인디언 전쟁은 7년 전쟁의 북아메리카 전선이었다(프렌치 인디언 전쟁은 1754년에 시작되었지만, 7년 전쟁은 일반적으로 1756년부터 1763년까지로 본다). 전쟁이 시작될 때, 두 나라는 북아메리카에서 광대하고 상충되는 영토 주장을 가지고 있었다. 전쟁은 오하이오강 상류 계곡에 대한 주장을 둘러싼 분쟁으로 시작되었다. 영국은 펜실베이니아인과 버지니아인들이 그곳에 정착하고 무역할 수 있기를 원했다. 그 지역은 이미 잉글랜드 정착민들로 가득했지만, 그곳의 아메리카 원주민들은 프랑스와 동맹 및 무역 관계를 맺고 있었다.
1754년 5월, 영국 식민지 개척자 조지 워싱턴은 버지니아 민병대의 지휘권을 맡고, 프랑스가 점령하고 있는 뒤켄 요새에서 북쪽으로 60km 떨어진 펜실베이니아의 네세시티 요새에 주둔했다. 5월 28일, 영국군이 프랑스 정찰대를 공격하여 지휘관 조제프 쿨롱 드 주몽빌을 살해했다. 6월 3일, 프랑스군이 네세시티 요새 전투에서 영국 수비대를 공격했다. 수적으로 열세였던 워싱턴은 요새를 프랑스에 항복했고, 프랑스는 요새를 불태웠다. 그는 민병대와 함께 버지니아로 후퇴했다. 버지니아 정부는 영국 국왕 조지 2세에게 지원을 요청했다. 그는 망설였지만, 결국 에드워드 브래독 장군 휘하의 지상군을 보내 뒤켄 요새를 전복시키는 것을 돕고, 에드워드 브래독 제독 휘하의 해군을 보내 세인트로렌스만을 순찰하며 프랑스가 캐나다 병력을 보강하는 것을 막았다.

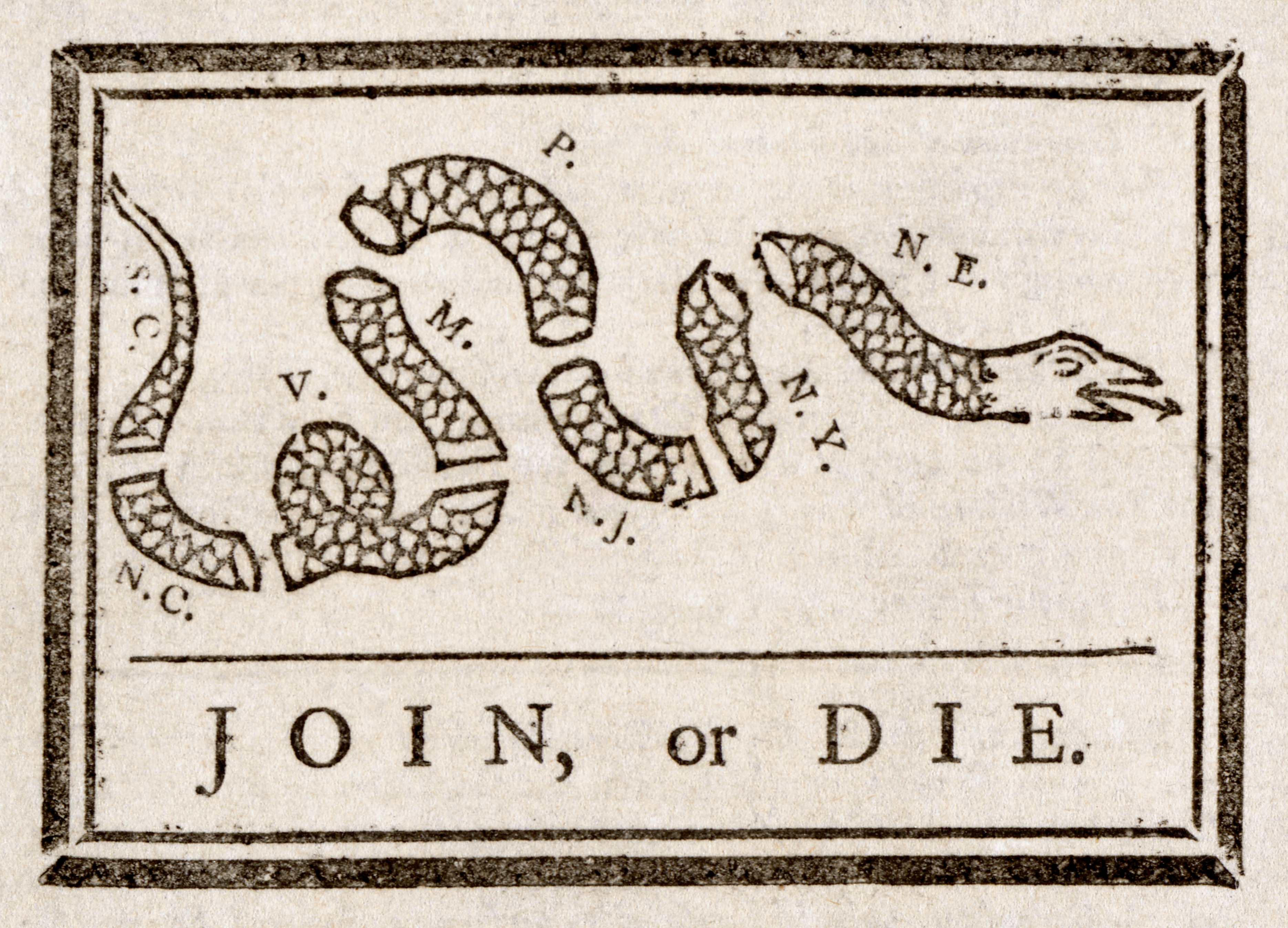
벤저민 프랭클린이 프렌치 인디언 전쟁 동안 13개 식민지 간의 분열을 보여주기 위해 그린 1754년 만화 뭉치지 않으면 죽는다

1754년 6월 19일부터 7월 11일까지 올버니 (뉴욕주)에서 올버니 회의가 개최되었다. 이 회의는 코네티컷, 메릴랜드, 매사추세츠, 뉴햄프셔, 뉴욕, 펜실베이니아, 로드아일랜드 등 13개 식민지 중 7개 식민지의 대표자들이 모여 프랑스에 대항하는 연합 방어 동맹을 계획하고, 프랑스에 대항하여 이로쿼이 연맹의 충성심을 얻기 위한 것이었다. 이로쿼이 부족의 대표자들은 얼마 후 협상에서 철수했다. 식민지 대표들은 영국과 아메리카 원주민 간의 관계를 규제하고 영국 식민지 개척자들의 서부 이민을 어떻게 할 것인지 논의했다. 펜실베이니아 대표 벤저민 프랭클린은 올버니 계획을 제안했는데, 이는 식민지들의 "느슨한 국가 연합"으로, 특정 세금을 징수하여 중앙 재무부에 납부할 수 있는 총재가 이끄는 것이었다. 대표자들은 이 계획에 찬성했지만, 왕실은 자신들의 지역 권위와 주권을 유지하기를 원했기 때문에 이를 불허했다. 그러나 이 회의의 13개 식민지를 느슨한 국가 연합으로 통합하려는 아이디어는 지역 정치에서 계속 이어졌다.
영국은 1756년에 공식적으로 전쟁을 선포했다. 첫 번째 큰 영국 승리는 1758년 7월 세인트로렌스만 동쪽 끝에서 벌어진 루이스버그 전투였다. 7월에는 영국이 서쪽 끝에서 프롱트낵 요새 전투에서 승리했다. 11월에는 영국이 뒤켄 요새를 점령하고 그 자리에 피트 요새 (펜실베이니아주)를 세웠다. 영국은 퀘벡의 프랑스군에 접근했고, 1759년 9월 아브라함 평원 전투에서 그들을 격파했다. 프랑스는 1760년 9월 몬트리올 캠페인 동안 캐나다의 남은 거점인 몬트리올을 잃었다. 스페인은 프랑스의 동맹으로 전쟁에 참여했고, 영국은 세계 다른 지역에서 스페인 및 프랑스 영토를 공격하기 시작했다.

#### 앵글로-체로키 전쟁
1758년부터 1761년까지의 앵글로-체로키 전쟁은 프렌치 인디언 전쟁의 작은 부분으로, 가장 남쪽 13개 식민지에서 일어났다. 전쟁 이전에 체로키족은 인구 약 7,700명에서 9,000명으로, 프랑스에 대항하여 영국과 동맹을 맺고 있었지만, 영국 통치의 일부에 반감을 품고 있었다. 일부 체로키 용병들은 버지니아 국경에서 프랑스와 싸웠다. 1758년 말, 일부 버지니아 식민지 개척자들이 프랑스와의 전투에서 돌아오는 체로키 전사들을 공격하는 사건이 발생했다. 이는 체로키족이 영국에 대한 견해를 바꾼 마지막 결정타였다. 그들은 반란을 일으켰는데, 처음에는 노스캐롤라이나에서 시작하여 남쪽으로 확산되었다. 전쟁은 1761년 9월 23일 영국과 체로키족 사이의 평화 조약으로 끝났다. 체로키족은 친영국 성향의 체로키족 남성인 아타쿨라쿨라의 통치를 받게 되었고, 남부 식민지와 체로키족 영토 사이에 경계선이 그어졌으며, 체로키족 영토 내의 프랑스인들은 추방되었다. 체로키족은 전쟁 후 인구가 약 6,900명으로 줄었다.

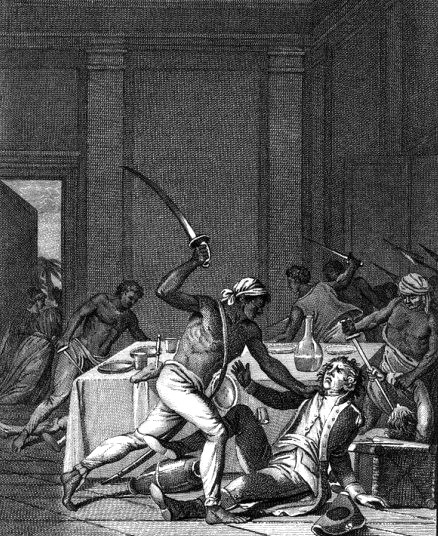
1800년대 프랑스에서 제작된 태키의 반란(1760–1761)에서 자메이카 노예들이 반란을 일으키는 삽화

#### 태키의 반란
1760년과 1761년, 태키의 반란에서 영국 식민지 자메이카의 아프리카 노예들은 식민지 노예주들에게 반란을 일으켰다. 역사가 빈센트 브라운은 다음과 같이 썼다. "[태키의 반란은] 동시에 네 가지 전쟁의 일부였다. 아프리카 대륙의 전쟁의 연장이었으며, 흑인 노예와 백인 노예주 사이의 인종 전쟁이었고, 흑인들 사이에서 공동체 소속의 조건, 지역 영토의 효과적인 통제, 그리고 자신들의 정치적 유산 수립을 둘러싼 투쟁이었으며, 가장 직접적으로는 [7년 전쟁]의 가장 치열했던 전투 중 하나였다." 카리브 해에 대한 영국의 통제는 7년 전쟁 승리의 핵심이었으므로, 반란에 대응하여 "대서양 제국의 모든 자원이 반군을 진압하기 위해 투입되었고", 이는 지역 분쟁을 세계 전쟁으로 확대하기 전에 빠르게 종결시켰다.

#### 파리 조약 (1763년)과 폰티액 전쟁
영국은 결국 7년 전쟁에서 승리했다. 영국, 프랑스, 스페인은 1763년 파리 조약으로 7년 전쟁을 공식적으로 종결했다. 프랑스는 캐나다를 영국에, 스페인은 플로리다를 영국에 각각 넘겨주었다. 프랑스는 루이지애나를 스페인에 주었지만, 설탕 생산 섬들은 서인도 제도에 유지했다. 영국은 전쟁으로 인해 국가채무가 두 배로 늘어났는데, 전쟁 비용을 영국과 네덜란드 은행가들에게서 대량으로 빌린 돈으로 충당했기 때문이었다.
영국이 1763년 파리 조약으로 프랑스 땅을 물려받으면서, 스페인, 캐나다, 오대호 지역의 아메리카 원주민들과의 프랑스 및 스페인의 외교적 상황도 함께 물려받았다. 영국은 원주민들이 대영 제국의 지배를 받을 것인지 아니면 어느 정도 자치권을 가질 것인지 결정해야 했다. 그들의 결정은 북아메리카 총독인 제1대 애머스트 남작 제프리 애머스트의 말로 표현된다. 그는 아메리카 원주민들을 "지구를 더럽힌 최악의 종족"이며, "그들을 다루는 유일한 진정한 방법은 그들을 적절한 복종 상태에 두는 것"이라고 말했다. 영국은 원주민 국가들과의 관계를 단절했다. 원주민 땅에 영국 정착민이 증가했고, 영국군은 오대호 지역에 주둔했으며, 식민지 개척자와 원주민 간의 무역에 제한이 가해졌다.

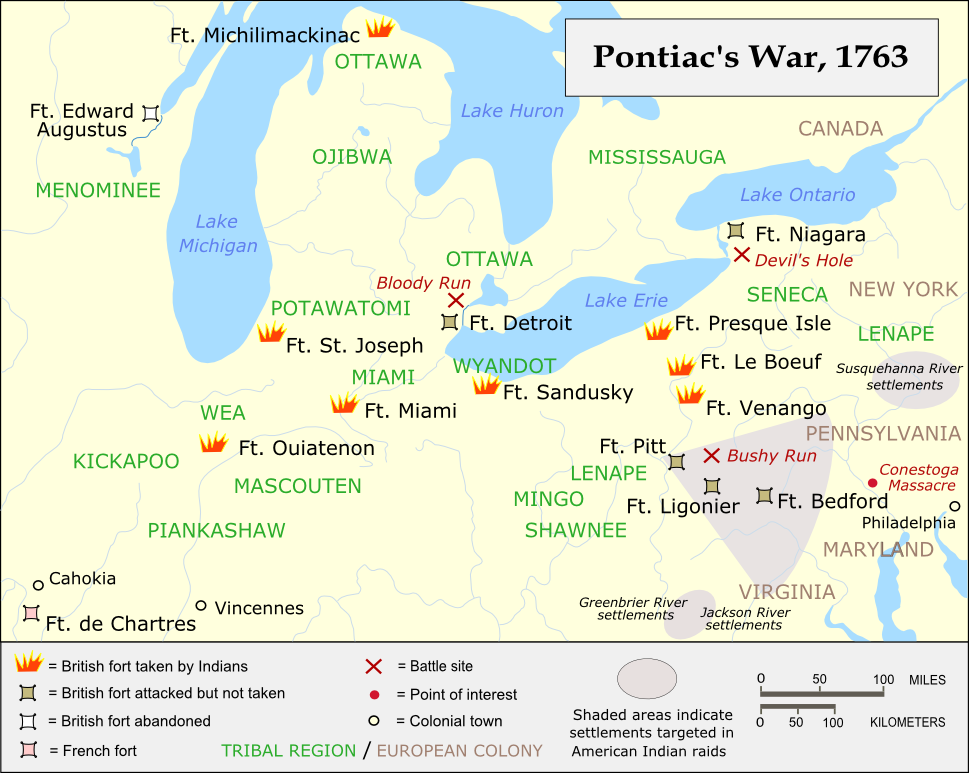
폰티액 전쟁(1763–1765) 관련 요새 및 전투 장소

"잉글랜드인들이 자신들을 지구상에서 없애려 한다"는 예측에 따라 아메리카 원주민들은 1763년부터 1765년까지 폰티액 전쟁에서 반란을 일으켰다. 알곤킨어파, 이로쿼이어족, 머스코기어족, 수어족 언어를 구사하는 14개 원주민 부족이 오대호 지역에서 영국에 맞서 싸우기 시작했다. 격렬한 전투가 2년간 이어졌고, 결국 교착 상태로 끝났다. 궁극적으로 왕실은 원주민들에게 더 많은 자치권을 부여할 수밖에 없었고, 이는 왕정에 대한 식민지인들의 반감을 증가시켜 혁명적 정서를 부추겼다.

#### 미국 혁명
1765년 3월, 의회는 인지세법을 통과시켜 7년 전쟁으로 인한 영국의 부채를 갚기 위해 13개 식민지의 많은 거래에 세금을 부과했다. 왕실은 또한 식민지들이 원주민의 공격으로부터 식민지 개척자들을 구한 대가를 갚아야 한다고 생각했다. 이전에는 각 식민지가 세금 부과 및 징수 방식을 결정했으며, 이 법은 인기가 없었다. 미국인들은 폭동을 일으켜 새로운 세금이 징수되지 못했고, 벤저민 프랭클린은 의회가 이를 폐지하도록 영향력을 행사했다. 1767년 6월과 7월의 타운젠드 법은 왕실이 식민지에 대한 권위를 주장한 것이었다. 식민지 주민과 관리들이 영국 상품을 불법적으로 밀수하고 있었기 때문에, 의회는 무역을 감독하고 밀수를 막으며 상품에 세금을 부과하기 위한 세관 위원들을 임명했다. 식민지 주민들은 상품 구매를 중단하고 위원들을 괴롭혔다. 왕실은 이후 보스턴에 군대를 주둔시켰다.

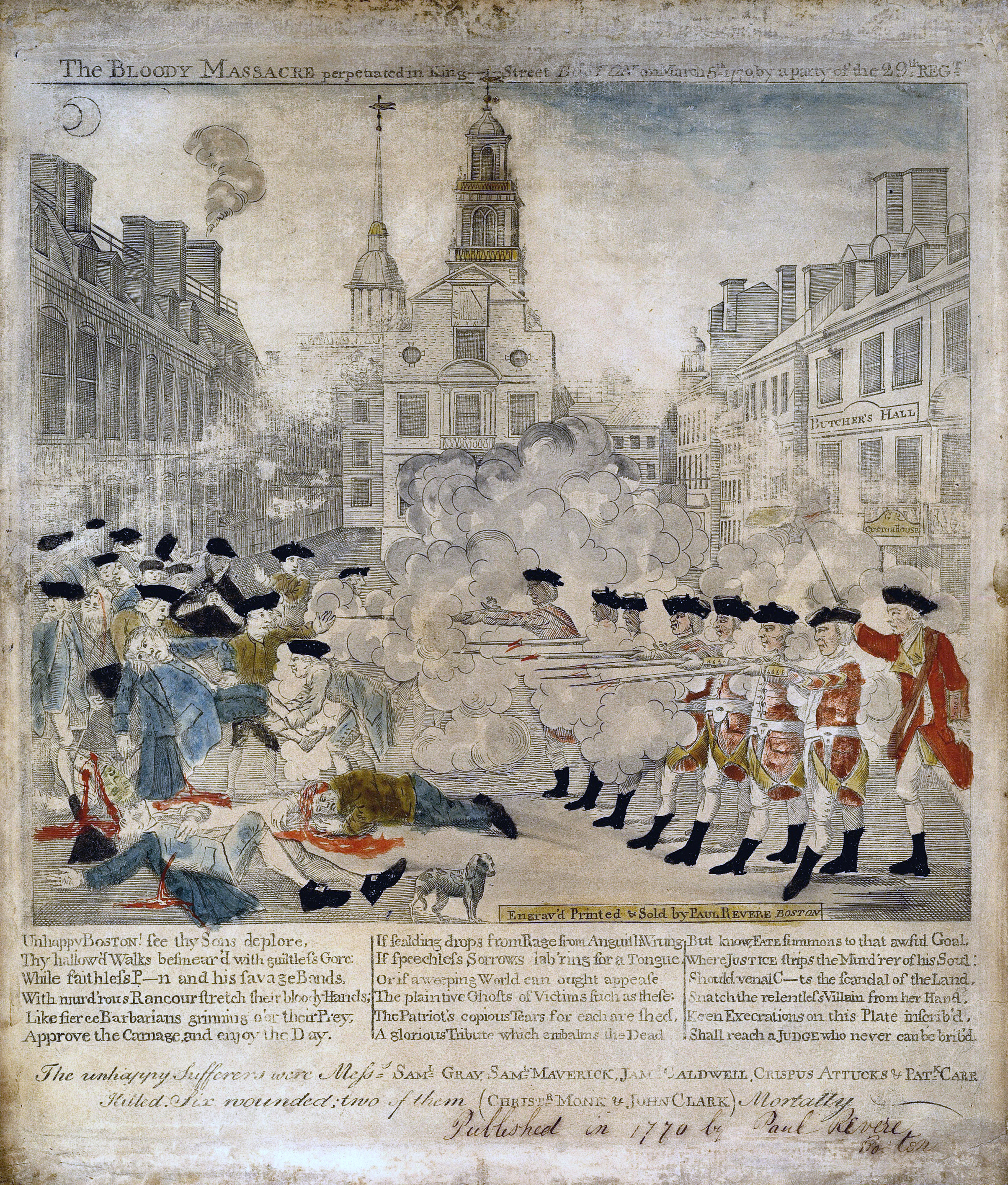
폴 리비어가 그린 1770년 보스턴 학살의 인그레이빙 (헨리 펠햄의 인그레이빙을 복사한 것)

1770년 3월 5일, 보스턴의 킹 스트리트에서 영국 병사들과 보스턴 주민들 간의 긴장 속에 한 병사와 가발 제조업자 간의 말다툼이 200명의 식민지 주민들이 7명의 병사들을 둘러싸고 물건을 던지는 사태로 이어졌다. 이는 병사들이 군중에게 발포하여 5명이 사망한 보스턴 학살을 촉발시켰고, 이는 애국자 대의에 유용하게 사용되었다. 폴 리비어의 학살 인그레이빙 (헨리 펠햄의 인그레이빙을 복사한 것)은 병사들을 침략자로 묘사했다. 이 그림은 식민지 전역에 배포되어 왕실에 대한 분노를 부추겼다.
왕실은 보스턴에서 군대를 철수하고 타운젠드 법을 폐지했다. 그러나 1773년, 어려움을 겪는 영국 동인도 회사를 돕기 위해 차법을 제정했다. 이로 인해 회사는 식민지에서 현지 차 상인들보다 더 저렴한 가격으로 차를 판매할 수 있게 되었고, 이는 네덜란드 상인으로부터 차를 수입하던 현지 상인들의 사업에 큰 타격을 주었다. 식민지 주민들은 다시 분노했고, 원하는 나라와 자유롭게 무역하고 싶었으며 영국 차를 강제로 사지 않기를 원했다. 급진적인 애국자 선동가 집단인 자유의 아들들은 보스턴 차 사건으로 대응했다. 그들은 모호크족으로 변장하고 보스턴항의 영국 선박에 승선하여 92,000파운드의 차를 물에 버렸다. 영국 동인도 회사에 많은 지분을 가지고 있던 의회 의원들은 식민지 주민들을 처벌하기를 원했다.
왕실은 매사추세츠 식민지 개척자들을 처벌하기 위해 1774년 3월부터 6월까지 일부 식민지 개척자들이 "참을 수 없는 법"이라고 부른 법률을 통과시켰다. 식민지의 선출된 의회는 왕실이 운영하는 것으로 대체되었고, 영국 군정 총독 토머스 게이지에게 막대한 권한이 부여되었다. 공식 승인 없는 마을 회의가 금지되었고, 차 사건으로 인한 손실이 상환될 때까지 보스턴항은 폐쇄되었다. 병영법은 영국군이—그때까지는 시골에 주둔하고 있었지만—도시에 비어 있는 건물에 주둔할 수 있도록 허용했고, 식민지 개척자들은 병사들의 숙소와 식량을 지원해야 했다. 1774년 9월, 식민지 개척자들의 제1차 대륙회의가 필라델피아에서 열려 "대표 없이 과세 없다"와 강제 병영 유지를 공식적으로 규탄했다.

#### 미국 독립 전쟁
1775년 미국 독립 전쟁이 시작될 당시, 대영 제국은 북아메리카 대륙에 23개의 식민지와 영토를 포함하고 있었다. 1775년 4월 18일, 보스턴의 영국군은 매사추세츠주 콩코드로 행군하여 미국 민병대가 소유한 무기 은닉처를 압수하려 했다. 민병대는 이 사실을 경고받았고, 다음 날 렉싱턴 콩코드 전투에서 영국군을 요격하며 전쟁이 시작되었다. 영국군과 그들의 왕당파 식민지 동맹군은 애국자 반란군 식민지인들과 싸웠다. 제2차 대륙회의는 조지 워싱턴이 이끄는 대륙육군을 창설하여 애국자들의 전쟁 노력을 이끌도록 투표했다. 6월 17일 보스턴에서 벌어진 벙커 힐 전투는 영국군의 승리로 끝났지만, 애국자들에게 동기를 부여했다.

1819년에 제작된 미국 독립선언 초안을 묘사한 그림

1776년 6월까지 13개 식민지의 식민지 개척자 대다수는 왕실로부터 분리되는 것을 찬성했다. 7월 4일, 대륙회의는 주로 토머스 제퍼슨이 작성한 미국 독립선언을 채택하기로 투표했으며, 식민지들을 영국으로부터 독립한 13개 연합주의 국가인 "미국"으로 선언했다. 1777년 영국은 뉴잉글랜드와 남쪽 식민지 사이에 자신들을 배치하여 미국군을 차단하려고 시도했다. 9월과 10월 뉴욕주 새러토가 근처에서 벌어진 새러토가 전투에서 미국군은 영국군을 항복시켰다. 같은 해 미국은 1781년부터 1789년까지 시행된 연방 헌법인 연합규약을 채택했다.
새러토가에서 미국이 승리하자 영국의 라이벌이었던 프랑스는 1년간 비밀리에 미국을 지원하다가 공개적으로 전쟁에 참여하게 되었다. 프랑스는 1778년 6월 영국에 공개적으로 선전포고를 했다. 영국과 적대 관계에 있던 스페인과 네덜란드도 미국을 돕기 시작했다. 1781년 가을, 제1대 콘월리스 후작 찰스 콘월리스가 이끄는 영국군은 프랑스-미국 연합군에 의해 체서피크만 근처 요크타운 (버지니아주)으로 밀려났다. 1781년 10월 19일, 콘월리스의 군대는 프랑스와 미국군에 항복했다. 남은 영국군은 캐롤라이나와 조지아로 밀려났고, 미국군과 "결정적인 교전"을 벌이지 않았으며, 1782년 말 왕실은 그들을 식민지에서 철수시켜 사실상 분쟁을 종결시켰다.
파리 조약은 1783년에 미국 정치가인 벤저민 프랭클린, 존 애덤스, 존 제이와 조지 3세 국왕의 대표들 사이에서 논의되었다. 양국은 공식적으로 전쟁을 종결하고, 영국은 미국 정부를 합법적인 것으로 인정했다. 영국은 이전 13개 식민지의 영토뿐만 아니라 미시시피강 동쪽의 대부분의 영국 영토와 현대 오하이오주, 미시간주, 인디애나주, 일리노이주, 위스콘신주의 일부를 포함하는 광대한 북서부 영토를 할양했다. 영국은 1783년 후반에 프랑스, 네덜란드 공화국, 스페인과 평화 조약을 맺었다.

### 파리 조약 (1783년) 이후
1783년 이후 영국은 동플로리다와 서플로리다를 스페인 왕국에 할양했으며, 스페인은 1821년에 이를 미국에 할양했다. 대서양의 군도인 바하마는 행정적으로 북아메리카 대륙에 분류되었지만, 플로리다를 상실하면서 카리브해의 영국 식민지인 영국령 서인도 제도와 함께 분류되었다.
북쪽의 남아 있는 대부분의 식민지(대륙 식민지와 버뮤다 군도를 포함하여, 가장 가까운 육상 지점은 노스캐롤라이나였으나 가장 가까운 다른 영국 영토는 노바스코샤가 되었다)는 1867년 캐나다 자치령을 형성했으며, 뉴펀들랜드 식민지(1907년에 뉴펀들랜드 자치령이 되어 버뮤다를 영국령 북아메리카의 유일한 영국 식민지로 남겼으나, 1934년에 다시 식민지로 돌아옴)는 1949년에 독립된 영연방 왕국인 캐나다에 합류했다. 버뮤다는 (미국이 된 13개 식민지의 독립으로 인해) 제국 요새의 역할로 승격되었고, 서반구에서 가장 중요한 영국 해군 및 군사 기지였다(그 위치상 노바스코샤 남쪽 1,236 km (768 mi), 영국령 버진아일랜드 북쪽 1,538 km (956 mi)에 위치하여 19세기 동안 신생 미국에 대한 해군 및 상륙 작전에 편리한 위치였다). 현재도 영국 해외 영토로 남아 있다.

## 1775년 북아메리카 식민지
미국의 원래 주가 된 13개 식민지는 다음과 같다:
뉴잉글랜드 식민지
- 매사추세츠만 식민지
- 뉴햄프셔 식민지
- 로드아일랜드 식민지
- 코네티컷 식민지

미들 식민지
- 뉴욕 식민지
- 뉴저지 식민지
- 펜실베이니아 식민지
- 델라웨어 식민지

남부 식민지
- 메릴랜드 식민지
- 버지니아 식민지
- 노스캐롤라이나 식민지
- 사우스캐롤라이나 식민지
- 조지아 식민지

영국령 북아메리카(그리고 1867년부터 캐나다 자치령)의 일부가 된 식민지와 영토:
- 퀘벡 식민지 (1791년까지 래브라도 포함)
- 노바스코샤주 (1784년까지 뉴브런즈윅주 포함)
- 세인트존 섬
- 루퍼츠랜드
- 노스웨스턴 준주
- 영국령 북극 영토

영국령 북아메리카의 일부였으나 1867년 캐나다 연방에 포함되지 않은 식민지:
- 버뮤다
- 뉴펀들랜드 식민지

1783년 스페인 또는 미국에 할양된 식민지와 영토:
- 동플로리다 식민지 (1783–1823 스페인령, 1823년 이후 미국령)
- 서플로리다 식민지 (1783–1823 스페인령, 1823년 이후 미국령)
- 인디언 보호구역 (1783년 이후 미국령)
- 오대호 남서부 퀘벡 식민지 (1783년 이후 미국령)

## 1783년 카리브해, 대서양 중부, 남아메리카의 식민지
영국령 리워드 제도의 행정 구역
- 세인트키츠섬 (사실상의 수도)
- 앤티가섬
- 바부다섬
- 영국령 버진아일랜드
- 몬트세랫
- 네비스섬
- 앵귈라

자메이카 섬 및 그 종속 영토
- 자메이카 섬
- 영국령 온두라스의 벨리즈 정착지
- 모스키토 해안
- 바히아 제도
- 케이맨 제도
- 올드 프로비던스 섬 식민지

영국령 윈드워드 제도의 다른 영토
- 바베이도스 섬
- 그레나다 섬
- 세인트빈센트 섬
- 토바고섬 (1768년 그레나다에서 분리)
- 도미니카 연방 (1770년 그레나다에서 분리)

## 1783년 이후 제국 행정

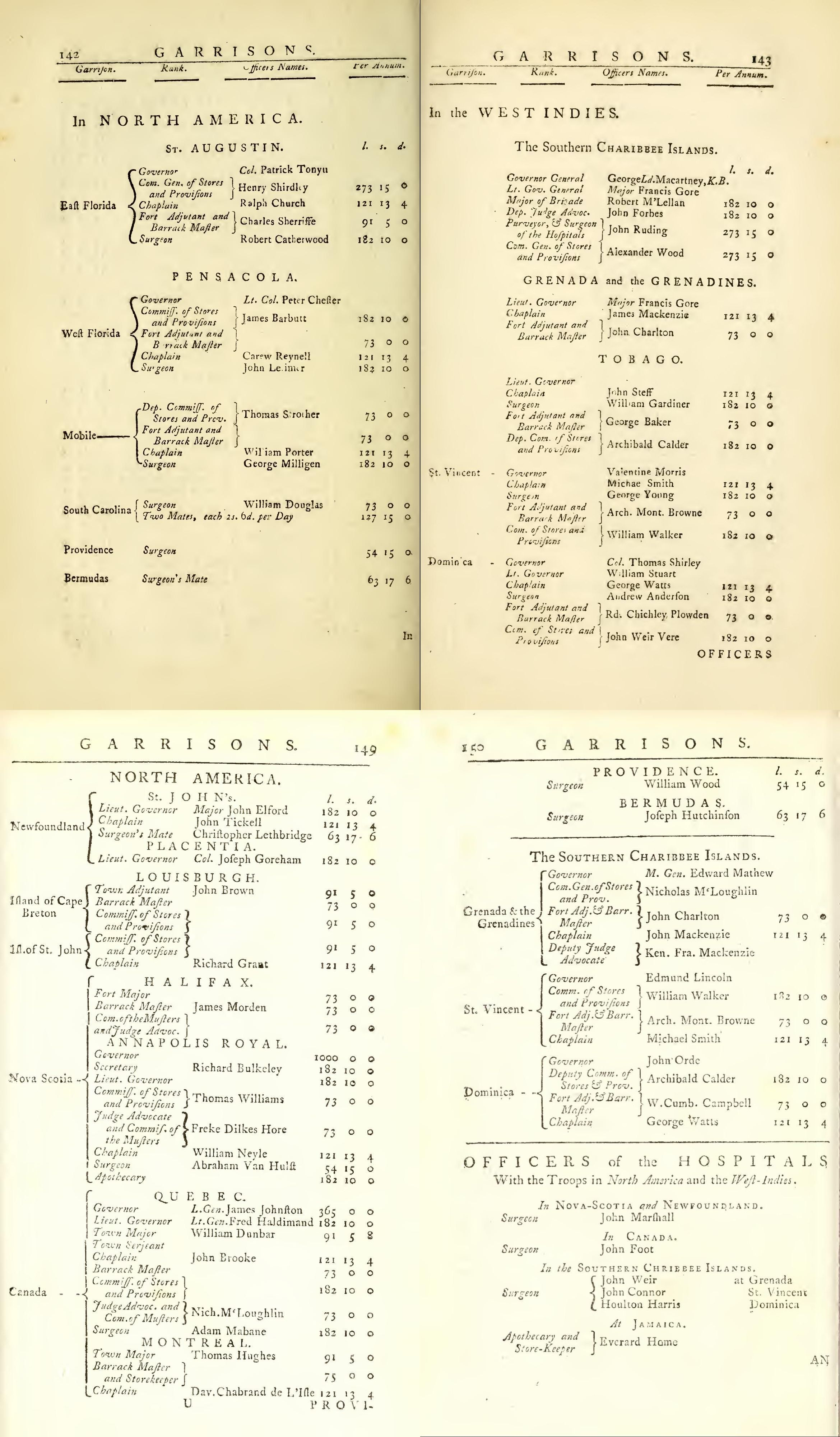
1778년과 1784년 영국령 북아메리카와 서인도 제도의 주둔지 군사 총독 및 참모 장교

영국 내무부는 1782년 3월 27일에 설립되었으며, 상무원과 첫 번째 식민지부로부터 영국령 북아메리카 식민지를 포함한 영국 본토와 해외의 모든 영국 영토의 행정을 담당했다. 프랑스 공화국과의 20년간의 전쟁 중 당시 영국의 내무장관(제3대 포틀랜드 공작 윌리엄 캐번디시벤팅크)에 대한 불만족으로 인해 식민지 업무가 1801년에 영국 전쟁부로 이관되었으며, 이는 전쟁 및 식민지부가 되었고 육군장관은 전쟁 및 식민지 장관으로 명칭이 변경되었다. 1824년부터 대영 제국은 전쟁 및 식민지부에 의해 북아메리카, 서인도 제도, 지중해 및 아프리카, 동부 식민지의 네 가지 행정 부서로 나뉘었으며, 이 중 북아메리카에는 다음이 포함되었다:
북아메리카
- 어퍼캐나다, 로어캐나다
- 뉴브런즈윅주, 노바스코샤주, 프린스에드워드아일랜드주
- 버뮤다, 뉴펀들랜드

식민지부와 전쟁부, 그리고 식민지 담당 국무장관과 육군장관은 1854년에 분리되었다. 이후 1867년 캐나다 연방까지 전쟁부는 영국 식민지 및 해외 주둔지의 군사 행정을 북아메리카 및 북대서양; 서인도 제도; 지중해; 서아프리카 및 남아프리카; 남아프리카; 이집트 및 수단; 인도양; 호주; 중국의 아홉 개 지역으로 나누었다. 북아메리카 및 북대서양에는 다음 주둔지(또는 주둔군)가 포함되었다:
북아메리카 및 북대서양
- 뉴웨스트민스터 (브리티시컬럼비아)
- 뉴펀들랜드
- 퀘벡
- 핼리팩스
- 킹스턴 (캐나다 서부)
- 버뮤다

1862년까지 식민지부는 영국령 북아메리카에 8개의 식민지를 감독했는데, 다음을 포함한다:
북아메리카 식민지, 1862년
- 캐나다
- 노바스코샤
- 뉴브런즈윅
- 프린스에드워드아일랜드
- 뉴펀들랜드
- 버뮤다
- 밴쿠버섬
- 브리티시컬럼비아

1867년까지 남대서양의 군도인 포클랜드 제도는 1833년에 식민지화되었으며, 식민지부의 북아메리카 담당 부서의 소관으로 추가되었다.
식민지부 북아메리카 담당 부서, 1867년
- 캐나다
- 노바스코샤
- 뉴브런즈윅
- 프린스에드워드아일랜드
- 뉴펀들랜드
- 버뮤다
- 밴쿠버섬
- 브리티시컬럼비아
- 포클랜드 제도

1867년 연방 이후, 버뮤다와 뉴펀들랜드는 북아메리카에서 유일하게 남아있는 영국 식민지로 남았다(비록 포클랜드 제도도 식민지부 북아메리카 담당 부서에서 계속 관리되었지만). 영국 정부가 관리하는 영토의 축소는 식민지부의 재편성을 초래했다. 1901년에 식민지부의 부서는 북아메리카 및 오스트랄라시아; 서인도 제도; 동부; 남아프리카; 서아프리카(두 부서)로 구성되었다. 1907년 뉴펀들랜드 식민지는 뉴펀들랜드 자치령이 되면서 제국 요새인 버뮤다만이 유일한 영국령 북아메리카 식민지로 남았다. 1908년까지 식민지부에는 단 두 개의 부서(자치령 및 영국 보호령 업무를 감독하는 부서, 다른 하나는 식민지 업무를 감독하는 부서)만 포함되었다: 자치령부 (캐나다, 호주, 뉴질랜드, 희망봉, 나탈, 뉴펀들랜드, 트란스발, 오렌지 자유국, 호주 주, 피지, 서태평양, 바수톨란드, 베추아날란드 보호령, 스와질란드, 로디지아); 왕실 식민지부. 왕실 식민지부는 동부, 서인도 제도, 동아프리카 및 지중해, 서아프리카의 네 가지 지역으로 나뉘었다. 이 중 서인도 제도 부서는 버뮤다에서 포클랜드 제도까지 서반구의 모든 남아있는 영국 식민지를 포함하게 되었다.

## 같이 보기
- 대영 제국의 진화
- 영국의 아메리카 식민지화
- 미국의 식민지 시대
- 캐나다의 이전 식민지 및 영토
- 영국의 오스트레일리아 식민지화
- 영국의 뉴질랜드 식민지화
- 영국령 북아메리카 법
- 영국 해외 영토